# Papus (botânica)

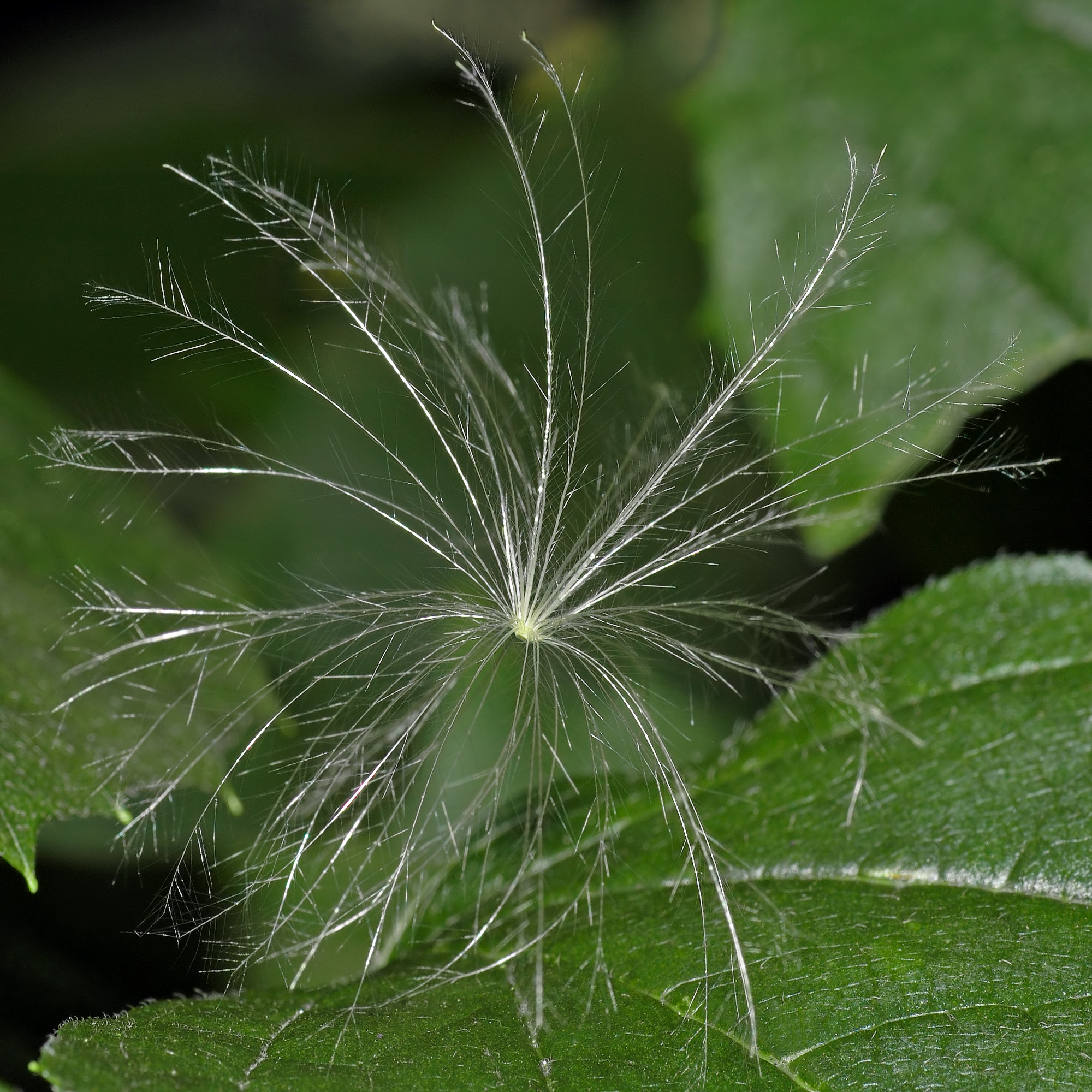
Papus de Cirsium arvense

Papus (plural papi), pappus ou papilho é uma estrutura encontrada nas flores e frutos de muitas espécies da família Asteraceae. Trata-se de uma modificação do cálice, onde as sépalas apresentam-se extremamente ramificadas em filamentos retos. Esses filamentos têm papel mais importante na dispersão dos frutos, quando pode assumir diferentes papéis, dependendo da espécie: podem tornar-se leves, fazendo com que os frutos flutuem ao vento, podem também se tornar rígidos e curvos para prenderem-se aos pêlos de algum animal, entre outras variações mais ou menos específicas.